# Nesluša
Nesluša – wieś (obec) w północnej Słowacji, w powiecie Kysucké Nové Mesto, w kraju żylińskim. Pierwsza pisemna wzmianka o miejscowości pochodzi z 1367 roku.
Z Neslušy pochodził ojciec aktorki Poli Negri, Juraj Chalupec.